# Ideoblothrus leleupi
Espèce
Synonymes
- Ideobisium leleupi Beier, 1959

Ideoblothrus leleupi est une espèce de pseudoscorpions de la famille des Syarinidae.

## Distribution
Cette espèce est endémique du Congo-Kinshasa. Elle se rencontre vers Lubero.

## Systématique et taxinomie
Cette espèce a été décrite sous le protonyme Ideobisium leleupi par Beier en 1959. Elle est placée dans le genre Ideoblothrus par Muchmore en 1982.

## Étymologie
Cette espèce est nommée en l'honneur de Narcisse Leleup.

## Publication originale
- Beier, 1959 : Pseudoscorpione aus dem Belgischen Congo gesammelt von Herrn N. Leleup. Annales du Musée du Congo Belge, Sciences Zoologiques, vol. 72, no 8, p. 5-69.